# تئوگالین
تئوگالین (به انگلیسی: Theogallin) با فرمول شیمیایی C۱۴H۱۶O۱۰ یک ترکیب شیمیایی با شناسه پاب‌کم ۴۴۲۹۸۸ است. که جرم مولی آن ۳۴۴٫۲۷ g/mol می‌باشد.